# 향기로운 나무
향기로운 나무(영어: The Fragant Trees, 약칭: 향나(Hyangna))는 개신교 현대 기독교 음악(CCM)을 하는 여성 트리오 가수이다. 세 명의 기혼 여성인 이소영, 원혜리, 지은민으로 구성되어 있다. 이소영 멤버가 팀의 리더이다.  현대 기독교 음악(CCM)으로 많은 지역과 교회를 방문하여 찬양선교 활동을 하고 있다.

## 향기로운 나무의 탄생
향기로운 나무는 수원중앙침례교회라는 같은 교회를 다니던 원혜리와 지은민이 듀엣으로 활동을 해오던 중, 팀 사역의 비전을 가지고 기도하던 이소영을 만나 2004년부터 함께 찬양 사역을 길을 가게 되었다. 이소영과 지은민은 기독교음악교육원 (CMC: Christian Music Conservatory)에서 함께 공부한 선후배 관계이다.
향기로운 나무라는 팀 명칭은 이소영의 제안으로 만들어졌다. 성전 건축에 사용된 레바논의 백향목(호세아 14장)에서 착안하게 되어 예수를 영화롭게 하는 도구로서 사용되기 원한다는 뜻과, 그리스도의 아름다운 향기가 되기 원한다는 소망을 담아 향기로운 나무라는 이름을 만들게 되었다.

## 향기로운 나무의 프로필

### 이소영
- 향기로운 나무의 리더
- 정윤교회 집사
- 2000년 기독교음악교육원 (CMC) 졸업
- 2001년 제5회 전국 CCM대회(Look Music 주최) 본선 입상
- 2003년 'ISSUE' 앨범 출시
- 2004년 극동방송 전국복음성가경연대회 동상 및 인기상 수상
- 2005년 '향기로운 나무' 앨범 출시

### 원혜리
- 수원중앙침례교회 집사/경배찬양 보컬/솔리스트
- 2004년 극동방송 전국복음성가경연대회 동상 및 인기상 수상
- 2005년 '향기로운 나무' 앨범 출시

### 지은민
- 수원중앙침례교회 집사/경배찬양 보컬/솔리스트
- 1998년 '하늘' 앨범 출시
- 2001년 기독교음악교육원 (Christanity Music Conservatory(CMC)) 졸업
- 2004년 극동방송 전국복음성가경연대회 동상 및 인기상 수상
- 2005년 '향기로운 나무' 앨범 출시

## 향기로운 나무의 활동과 특징

### 수상경력 및 활동
2004년 10월 극동방송이 주최한 19회 전국 복음성가대회에서 '향기로운 나무'라는 곡으로 '동상'과 '인기상'을 받았으며, 현재까지 교회 집회, 군대, 병원, 교도소 등에서 찬양과 간증을 겸한 사역을 하고 있다.

### 음악적 성향
향기로운 나무의 음악은 이소영의 깊고 풍성한 보컬과 원혜리의 부드럽고 섬세한 보컬, 지은민의 차분하고 모던한 느낌의 보컬이 다양한 조화를 이루고 있으며, 감미로운 발라드와 편안한 포크 위주의 음악으로 은혜로우면서도 아름다운 트리오의 하모니를 자랑한다. 때로는 세 명의 여성이 각자의 개성을 표현하기도 하고 때론 마치 한 사람의 목소리처럼 조화로운 하모니를 만들어 내기도 한다. 수많은 팀이 세워졌다 사라지고 있는 한국 기독교 음악의 현실 속에서 백향목 나무처럼 굳건한 사역을 감당하고 싶은 마음의 소망을 품고 있다.

### 구성원의 특징
향기로운 나무의 특징 중 하나는 세 사람 모두 결혼하여 가정을 가진 50대의 여자 집사로 구성되어 있다. 바쁜 일상에 묻혀 비전과 꿈을 잃어버리기 쉬운 30-40대에게 다가가 서로가 공감할 수 있는 음악과 찬양으로 신의 사랑과, 인간의 꿈과 비전을 노래하고 신의 은혜가 풍성히 임함을 체험하고자 한다.

### 비전 (Vision)
향기로운 나무의 앞으로의 비전이라면 신약성서 로마서 12장 1, 2절의 말씀대로 이 세대의 음악을 본받지 않고 신의 뜻에 맞는 음악을 통해 노래하는 곳마다 신의 뜻이 나타나도록 하는 것이다. 복음의 능력이 나타나고 치유의 은혜가 있고 사람들의 마음에 신을 향한 사랑을 심는 일 - 그 일이 향기로운 나무의 비전이다. 많은 예비 신자, 그리고 교회 안에 있지만 신을 체험하지 못하는 사람, 신의 능력 안에 거하지 못하는 사람 - 그들이 모두 향기로운 나무의 사역의 대상이다.
또한 건강한 가정의 토대 위에 신과 사역이 있음을 알리고 서로 협력하며 사랑하는 참된 가정의 모습을 나눔으로써 아픔이 있는 여러 가정의 치유와 회복을 위한 일에도 사용되고 있다.

## 향기로운 나무의 앨범
어느 정도의 비교적 긴 기간을 두고 현대 기독교 음악 사역을 통해 불렸던 현대 기독교 음악 곡들을 앨범으로 발매한다. 현재까지 발매된 앨범은 아래와 같다.
- 향기로운 나무 1집 『하늘문을 열어서』(2005년 11월 22일)

- 1번 - 하늘문을 열어서 (김보희, 이권희 작사/이권희 곡)
- 2번 - 주를 만난 날 (원혜리 작사,곡)
- 3번 - 내 이름 아시죠 (Tommy Walker/ 천관웅 역)
- 4번 - 향기로운 나무 (이소영 작사,곡)
- 5번 - 때로는 어둔 밤이 오죠 (원혜리사, 지은민곡)
- 6번 - 시편 18편 (시편18편/지은민곡)
- 7번 - 빈들에 마른풀 같이 (찬송가172)
- 8번 - 아침이면 (이소영 작사,곡)
- 9번 - 그대 어딜 바라보나요 (이소영 작사,곡)
- 10번 - 소원의 항구 (이소영 작사,곡/찬송가 141)
- 11번 - 약한 나로 강하게 (Reuben Morgan 작사,곡/ 영동 제일교회 역)
- 12번 - 너 근심 걱정 와도 (작자 미상)
- 13번 - 저 장미 꽃 위에 이슬 (찬송가 499장)

- 향기로운 나무 2집 『영혼의 샘』(2007년 4월)

- 1번 - 영혼의 샘물
- 2번 - 비 개인 아침
- 3번 - 주의 길 가며
- 4번 - 쉼
- 5번 - 다시 한번 (ONCE AGAIN)
- 6번 - 주님의 계절
- 7번 - 당신을 사랑해요
- 8번 - 날 구원하신 주 감사
- 9번 - 두려워 말라
- 10번 - 십자가
- 11번 - 성령의 비가 내리네
- 12번 - 나의 갈길 다가도록
- 13번 - MR 주의 길 가며
- 14번 - MR 성령의 비가 내리네
- 13번 - MR 주님의 계절

- 향기로운 나무 리메이크 앨범 『Gospel House』 (2008년 7월)

- 1번 - 나 주의 믿음 갖고 (I just keep trusting my Lord)
- 2번 - 내일 일은 난 몰라요 (I know who holds tomorrow)
- 3번 - 무지개를 찾아 다니시나요 (Give them all to Jesus)
- 4번 - 우물가의 여인처럼 (Fill my cup Lord)
- 5번 - 죄 많은 이 세상은 내 집 아니네 (This world is not my house)
- 6번 - 아멘 & 내게 강 같은 평화 (A-men & I've got peace like a river)
- 7번 - 오늘 집을 나서기 전 (Did you think to pray)
- 8번 - 좋으신 하나님 Melody (God is so good/God You're so good)
- 9번 - 험한 십자가 능력있네 (The old rugged cross made the difference)
- 10번 - 살아계신 주 (Because He lives)
- 11번 - 주 예수 사랑 기쁨 (Joy joy down in my heart)
- 12번 - 저 멀리뵈는 나의 시온성 (The castle of Zion I see in the distance)

- 향기로운 나무 3집 - 『소명』 (2010년 11월)

- 1번 - 소명 (이소영 작사/작곡)
- 2번 - 하늘의 사랑 십자가 (이권희 작사/작곡)
- 3번 - 하늘집 (이권희 작사/작곡)
- 4번 - 나 (이소영 작사/작곡)
- 5번 - 평안 (원혜리 작사/작곡)
- 6번 - 그것은 사랑 (전대현 작사/작곡)
- 7번 - 나무 십자가 (이소영 작사/작곡)
- 8번 - 주를 향한 노래 (원혜리 작사/지은민 작곡)
- 9번 - 사랑의 향기 (이소영 작사/작곡)
- 10번 - 주님은 내 기쁨 (이소영 작사/작곡)

## 같이 보기
- 현대 기독교 음악